# Colonia Vicente Agüero
Colonia Vicente Agüero es una localidad y comuna situada en el departamento Colón, provincia de Córdoba, Argentina.
Se encuentra a unos 50 km de la ciudad de Córdoba por la RN 9. Al este limita con la cabecera departamental Jesús María.
La localidad se conecta con la ciudad de Colonia Caroya por una ruta asfaltada de aproximadamente 2 km.
Fue fundada en 1910 por un grupo de colonos, principalmente italianos, que se separaron de Colonia Caroya, a raíz de un conflicto interno por el riego de las tierras.
La principal actividad económica es la agricultura seguida por la elaboración de productos regionales, como dulces caseros, vinos, alfajores, etc.
Existen en la localidad una iglesia, un club social y deportivo, un puesto policial y un edificio comunal en donde se efectúan las funciones administrativas, correo, cobro de impuestos, pago de salarios municipales, etc.

## Población
Cuenta con 382 habitantes (Indec, 2022), lo que representa un incremento del 68% frente a los 123 habitantes (Indec, 2010) del censo anterior.
| Gráfica de evolución demográfica de Colonia Vicente Agüero entre 1991 y 2022 |
|                                                                              |
| Fuente: Censos nacionales del INDEC                                          |

- Datos: Q5777891